# Enzo Ferrara (artista)
Predefinição:Infobox artist
Enzo Ferrara (São Paulo, 16 de abril de 1984) é um artista plástico, restaurador, curador e arte-educador brasileiro, reconhecido por sua atuação na tradição da arte naïf. Seu trabalho retrata cenas urbanas, multidões e a cultura popular do ABC Paulista, utilizando cores vibrantes e composições que refletem a diversidade cultural da região.

## Biografia
Enzo Cícero Tiago Aparecido de Lima Santos nasceu em São Paulo e iniciou sua trajetória artística ainda na infância. Em 2005, mudou-se para Mogi das Cruzes, SP, cidade natal de sua mãe, onde se reconectou com suas raízes culturais, como a arquitetura colonial e a Festa do Divino Espírito Santo.

## Carreira
Ferrara possui uma carreira consolidada com diversas exposições individuais e coletivas:
- Exposição "Avenida Paulista" (2017): Participação no MASP, representando o Alto Tietê.
- Exposição "Vermelho: Memória é Resistência" (2025): Em Suzano, SP, comemorando 31 anos de carreira.
- Mostra Estadual de Arte Naïf: Curadoria e participação em diversas edições.

## Estilo e temática
Ferrara é reconhecido por retratar cenas urbanas, multidões e a cultura popular do ABC Paulista, utilizando a técnica da arte naïf.

## Legado
Além de sua produção artística, Ferrara se destacou como curador e pesquisador da arte naïf e da cultura popular. Em 2019, foi responsável pela curadoria da "Mostra de Arte Naïf Nacional" durante o Festival de Inverno de Paranapiacaba.